# Jolanda de Rover
Jolanda de Rover (Amstelveen, 10 ottobre 1963) è un'ex nuotatrice olandese.
Specializzata nel dorso ha vinto due medaglie ai Giochi olimpici di Los Angeles 1984: un oro nei 200 m dorso e il bronzo nei 100 m dorso.

## Palmarès
- Olimpiadi

Los Angeles 1984: oro nei 200 m dorso e bronzo nei 100 m dorso.
- Europei

1981 - Spalato: argento nei 200 m dorso.
1983 - Roma: argento nella staffetta 4x100 m misti.
1985 - Sofia: bronzo nei 200 m dorso.